# إنت عمري (فلم 2005)
إنت عمري فيلم مصري من إنتاج عام 2005.

## قصة الفيلم
يوسف مهندس شاب ناجح متزوج من امرأة جميلة ولديه ابن عمره ستة سنوات، يعيش حياة مستقرة حتى يعلم أنه مصاب بمرض السرطان، فيرفض مصارحة اسرته الصغيرة ويذهب للعلاج بمفرده وهناك يقابل راقصة باليه تعاني من نفس المرض، يقع في حبها ويصبح علاجهما هو الحب حتى تعلم زوجته وتجد نفسها امام اختيار صعب، هل تترك زوجها مع حبيبته الجديدة حتى ينجح العلاج أم تمارس حقها كزوجة تريد الحفاظ على زوجها حتى وهو مريض.

## بطولة
- هاني سلامة
- منة شلبي
- نيللي كريم
- هشام سليم
- رجاء الجداوي
- عبد الرحمن أبو زهرة
- أحمد خميس
- محمد رجب

## ردود النقاد
لاقى الفيلم ردود فعل سلبية من النقاد واعتبره الكثير دون المستوى، ويقول الناقد السينمائي طارق الشناوي إن «الخط الدرامي للفيلم لم يتعمق في فكرة فلسفة الموت التي يقدمها وكيفية مقاومة الإنسان للإحساس باقتراب النهاية». واتفقت معه الناقدة أمينة الشريف في أن الفيلم أقل من مستوى تمثيل مصر في المسابقة الرسمية لمهرجان القاهرة، إلا أنها اعتبرت السيناريو «يقدم فكرة جديدة في التغلب على المرض بالحب والإرادة وهذا المفهوم الذي طرحه المخرج يشكل نوعية جديدة في الإخراج بالنسبة له عن فيلمية السابقين العاصفة ووزواج بقرار جمهوري».
واعترفت الشريف بأن الأداء التمثيلي كان «محدودا بالنسبة لبطل الفيلم هاني سلامة حيث كان ايقاعه بطيئا وكذلك بالنسبة للفنانة منة شلبي التي تقوم بدور الزوجة في حين أن أداء نيللي كريم جاء متنوعا وغنيا».
وعابت الناقدة نهاد إبراهيم من صحيفة الشرق الأوسط نص السيناريو الضعيف ولامت المخرج في خلق فيلم سطحي وكتبت: « المشكلة الكبرى في فيلم أنت عمري هي تغلب منطق الاستسهال التام على كل شيء، بداية من الأوراق التي اكتفت بطرح مجرد عناوين قضايا مؤثرة تستدر العطف والدموع من دون أن تستكمل باقي الطريق وتجتهد في الإبداع».
أشاد الناقد أحمد عبد الفتاح في جريدة الرياض بالمخرج خالد يوسف في تقديم حالة سينمائية بعيدة عن المشهيات التجارية، لكنه انتقد نص الفيلم حيث كتب: «المشاهد يشعر وكأن أبطال الفيلم يتسولون التعاطف من كم الدموع التي أغرقت عيونهم، فلا يوجد مقطع في الفيلم يخلو من الدموع، فضلاً عن ضعف جمل الحوار التي لم تكن في مستوى الحالة».